# Federico Wattenberg
Federico Wattenberg Sanpere (Valladolid, diciembre de 1923-Valladolid, julio de 1967) fue un historiador, arqueólogo y conservador de museos español. Su trabajo científico se centró fundamentalmente en la cultura vaccea, que concretó y definió, y la romanización de la cuenca del Duero.

## Biografía
Hijo de la española María Sanpere y del alemán Franz Wattenberg, su primera infancia se desarrolló a caballo entre los dos países, pero sus estudios los realizó en Valladolid, primero en el Colegio San José y desde 1941 en la Facultad de Historia de la Universidad de Valladolid, donde coincidió con Eloísa García, con quien se casaría en 1949.
Entró en el mundo de la arqueología de la mano del catedrático Cayetano de Mergelina y de Gratiniano Nieto, pero puede establecerse el auténtico punto inicial de su carrera en Ampurias en 1947, donde se celebró el Curso Internacional de Prehistoria y Arqueología de la Universidad de Barcelona, en el que Wattenberg pudo tratar con figuras de la talla de Adolf Schulten, Luis Pericot, Antonio García Bellido, Nino Lamboglia, Blas Taracena o el Marqués de Lozoya. Tras varios años de estudio de yacimientos, participación en excavaciones y realización de prospecciones, presentó su tesis doctoral titulada Arqueología romana en la región media del Duero en 1955 en la Universidad Complutense de Madrid.
Mientras tanto, Wattenberg llevaba una carrera universitaria en Valladolid, como profesor ayudante de Arqueología desde 1946, y adjunto poco después; secretario de Estudios para Extranjeros y desde 1949 del Colegio Mayor Santa Cruz. Desde este último cargo se fue introduciendo en el Museo Arqueológico Provincial, que por aquel entonces estaba en Santa Cruz, hasta que en 1959 fue nombrado su facultativo interino. Poco después fue nombrado también director del Museo Nacional de Escultura, institución a la que dedicó los mayores esfuerzos de sus últimos años, hasta su prematura muerte en 1967.